# 785 Zwetana
785 Zwetana
785 Zwetana là một tiểu hành tinh ở vành đai chính. Nó được A. Massinger phát hiện ngày 30.3.1914 ở Heidelberg, và được đặt theo tên Tsvetana Popova, con gái của K. Popov (cũng Popoff hay Pophoff) ở Sofia, Bulgaria.